# Antikondensationsbeutel

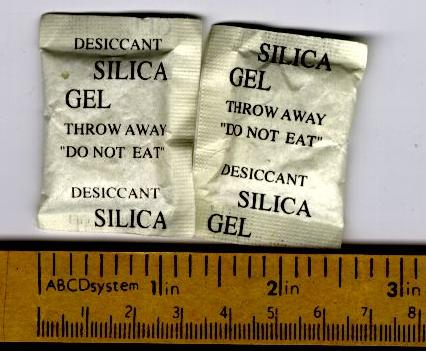
Zwei Antikondensationsbeutel

Ein Antikondensationsbeutel oder Trockenbeutel ist ein Beutel aus einem synthetischen Vlies, der mit kleinen Kieselgelkügelchen gefüllt ist. Die Beutel werden Verpackungen von einigen trockenen Lebensmitteln wie Nori-Algen beigegeben, um eine Erweichung durch Feuchtigkeitsaufnahme zu verhindern oder durch eine niedrige Feuchte das Wachstum von Mikroben zu hemmen.

## Funktion und Zweck
Der Antikondensationsbeutel hat den Zweck, ein Produkt vor Schäden, Kondenswasser oder Luftfeuchte, zu schützen. Üblicherweise wird der Antikondensationsbeutel in Verpackungen elektronischer Geräte wie zum Beispiel Computer oder TV-Kameras beigelegt, damit diese feuchtigkeitsempfindlichen Produkte nicht durch bei Temperaturwechseln entstehendes Kondenswasser beschädigt werden. Der Beutel ist in der Lage, die Luftfeuchtigkeit in der Verpackung aufzunehmen. Das Wasser verbleibt in den Silicagel-Kügelchen.
Auch beim Export von Automobilen werden diese Beutel zur Vermeidung von durch Kondenswasser entstehenden Schimmel- oder Geruchsproblemen eingesetzt.
Antikondensationsbeutel, deren Silicagel-Inhalt gesättigt ist, können durch Ausheizen regeneriert werden. Dazu kann das Silicagel bei 110–120 °C getrocknet werden. Falls der Antikondensationsbeutel aber aus Kunststoff, Kunstfaser hergestellt ist, oder mit Klebstoff verschlossen ist, so stellen diese Materialien eine Obergrenze für die Temperatur des Ausheizens dar. Diese ist dann je nach Material auf eine passende Temperatur, z. B. 80 °C zu reduzieren.